# Virginia-kódex
A Virginia-kódex egy késő középkori magyar kézirat.
Szerzője egy nem ismert nevű ferences rendi szerzetes volt, munkáját a 16. század elején készítette el. Tartalma: Assisi Szent Ferenc életrajza, és apácák számára készült vallási oktatások. A 150 lap terjedelmű műnek ismertek a latin forrásai. Nevét Dessewffy Virginia grófné emlékére kapta, és 1874-ben adták ki szövegét a Nyelvemléktár III. kötetében. A Magyar Tudományos Akadémia tulajdonában van.